# Jean Deschamps (acteur)
Pour les articles homonymes, voir Deschamps et Jean Deschamps.
Jean Deschamps, né le 23 juin 1920 à Strenquels et mort le 17 septembre 2007 à Toulouse est un acteur et metteur en scène français.

## Biographie
Originaire du département du Lot, après ses études secondaires au lycée de Cahors, Jean Deschamps entreprend à Toulouse une licence de philosophie et, simultanément, suit les cours de peinture et d’architecture de l’École des Beaux-Arts, d’où il sortira avec une médaille d’or, ainsi que les classes du conservatoire d’art dramatique, où il obtiendra les premiers prix de tragédie et de comédie.
Engagé par Alexandre Arquillière au Théâtre du Forez basé à Saint-Étienne, il se verra confier tous les premiers rôles tragiques (le Cid, Ruy Blas, Cinna, Nicomède, Oreste d’Andromaque, Œdipe roi, etc.).
Il rejoindra la troupe du Théâtre du Palais de Chaillot dirigée par Pierre Aldebert, toujours chargé des premiers rôles (le Cid, Hernani, Prométhée olympien…).
En collaboration avec d’éminents universitaires, il fonde l’Université internationale du Théâtre et participe, en 1952, à la création par Georges Hacquard de la collection de disques L’Encyclopédie sonore (Ducretet-Thomson-Hachette) , enregistrant lui-même les grands rôles de son répertoire (Grand Prix du disque de l’Académie du disque français).
Il est alors, associé à Gérard Philipe, Jeanne Moreau, Maria Mauban, Silvia Monfort, Philippe Noiret, Daniel Sorano, Georges Wilson, l’un des principaux partenaires de l’équipe du Festival d'Avignon puis du Théâtre national populaire (TNP) de Jean Vilar.
Quittant le TNP, il entre à la Comédie-Française, où il fait ses débuts (en 1956) dans le rôle de Titus de Bérénice aux côtés d’Annie Ducaux, (mise en scène Maurice Escande).
Reprenant sa liberté, il fonde le Théâtre du Midi, centre dramatique national du Languedoc-Roussillon, et crée des festivals (notamment celui de Carcassonne), mettant en scène de grands textes comme La Chanson de Roland, ou Miréio en provençal, tout en programmant la restauration (à Carcassonne) voire la construction (à Sète, Théâtre de la mer Jean-Vilar, ou aux Baux-de-Provence…) de théâtres en plein air. Il conduit les plus grands comédiens, les « athlètes de la voix » comme il les définissait, sur les planches du château royal de Collioure ou de la citadelle de Sisteron. Sa DS file d’un site à l’autre sans relâche. En 1975, Michel Guy, Secrétaire d'État à la Culture, nomme Jacques Échantillon à la tête du Centre dramatique national de la région Languedoc-Roussillon.
Jean Deschamps dirigera pendant près de vingt ans le Théâtre de la Cité de Carcassonne, baptisé depuis Théâtre Jean-Deschamps en 2006, et s’installe au château de Serres, une maison forte située près de Limoux, qu’il relèvera de ses ruines et restaurera,.
Il sera appelé à la direction de l'École nationale supérieure des arts et techniques du théâtre (ENSATT), l'école de la rue Blanche.
Les Rois maudits de Maurice Druon le rendront populaire à la télévision dans le rôle de Charles de Valois. Ses dernières prestations en scène datent de 1996, avec Le Cid, dont il interpréta le rôle de Don Diègue aux côtés de Francis Huster.
Cet infatigable créateur construit de ses mains sur son domaine le Théâtre de plein air du château de Serres sur les modèles antiques. Cet édifice est distingué par le Prix Architecture et Musique de La Demeure historique, et accueille chaque été des spectacles littéraires et musicaux.
Il meurt en septembre 2007, soutenu par Michèle, son épouse, qui fut aussi sa plus dévouée collaboratrice. Il est inhumé au cimetière des Baux-de-Provence (Bouches-du-Rhône).
Jean et Michèle Deschamps depuis 25 ans ont fait extraire la pierre taillée de la carrière de Saragan aux Baux-de-Provence, creusant dans la colline une scène entourée de colonnes immenses, un théâtre de pierre monolithique. Quand le théâtre sera terminé, l'un des rêves de Jean Deschamps sera réalisé : « mettre le spectateur face à l'histoire à Carcassonne, face à la mer à Sète, face à la nature à Serres, et face à la minéralité tellurique aux Baux » (Gérard Jouve, maire des Baux, cité par L'Indépendant. 19/09/2007).
« On peut croire au hasard, mais il n'est pas interdit de penser à la prédestination d'un lieu qui attend, pour vivre, son créateur. » (Jean Deschamps)
Membre de l’Académie des arts, lettres et sciences de Languedoc, il était chevalier de la Légion d'honneur et officier des Arts et des Lettres.

## Filmographie

### Acteur

#### Télévision
- 1960 : Cyrano de Bergerac d'Edmond Rostand, réalisation de Claude Barma : le comte de Guiche
- 1963 : L'inspecteur Leclerc enquête de Maurice Cazeneuve : Le passé d'une femme : Lerang-Vernet
- 1972 : Les Rois maudits de Maurice Druon, réalisation de Claude Barma : Charles de Valois
- 1978 : Zola ou la conscience humaine, réalisation de Stellio Lorenzi : général Gonse
- 1979 : La Lumière des justes, réalisation de Yannick Andréi : le comte de Lambrefoux
- 1979 : Un juge, un flic de Denys de La Patellière, seconde saison (1979), épisode : Les Ravis
- 1982 : Les Enquêtes du commissaire Maigret de Jean-Paul Sassy, épisode : Le Voleur de Maigret : Walter Carus

#### Cinéma
- 1960 : Moderato cantabile, de Peter Brook
- 1960 : Les Lionceaux, de Jacques Bourdon
- 1977 : Pour Clémence, de Charles Belmont

## Théâtre
- 1947 : Borgia de Herman Closson, mise en scène Claude Sainval, Comédie des Champs-Élysées
- 1950 : Un homme de dieu de Gabriel Marcel, mise en scène François Darbon, Théâtre de l'Œuvre
- 1950 : Les Princes du sang de Jean-François Noël, mise en scène Raymond Hermantier, Théâtre des Célestins
- 1952 : L'Avare de Molière, mise en scène Jean Vilar, TNP Festival d'Avignon
- 1952 : Nucléa d'Henri Pichette, mise en scène Gérard Philipe & Jean Vilar, TNP Théâtre de Chaillot
- 1952 : Le Prince de Hombourg d'Heinrich von Kleist, mise en scène Jean Vilar, TNP Festival d'Avignon
- 1952 : Le Cid de Corneille, mise en scène Jean Vilar, TNP Théâtre de Chaillot
- 1952 : Lorenzaccio d’Alfred de Musset, mise en scène Gérard Philipe, TNP Festival d'Avignon
- 1953 : Dom Juan de Molière, mise en scène Jean Vilar, TNP Festival d'Avignon
- 1953 : La Tragédie du roi Richard II de William Shakespeare, mise en scène Jean Vilar, TNP Festival d'Avignon
- 1953 : Le Médecin malgré lui de Molière, mise en scène Jean-Pierre Darras, TNP Festival d'Avignon
- 1954 : Ruy Blas de Victor Hugo, mise en scène Jean Vilar, TNP Théâtre de Chaillot
- 1954 : Cinna de Corneille, mise en scène Jean Vilar, TNP Festival d'Avignon
- 1954 : Le Prince de Hombourg d'Heinrich von Kleist, mise en scène Jean Vilar, TNP Festival d'Avignon
- 1954 : Macbeth de William Shakespeare, mise en scène Jean Vilar, TNP Festival d'Avignon
- 1955 : Marie Tudor de Victor Hugo, mise en scène Jean Vilar, TNP Festival d'Avignon
- 1955 : La Tragédie des Albigeois de Maurice Clavel et Jacques Panijel, mise en scène Raymond Hermantier, Festival de Nîmes
- 1955 : Anastasia de Marcelle Maurette, mise en scène Jean Le Poulain, Théâtre Antoine
- 1956 : Bérénice de Jean Racine, mise en scène Maurice Escande, Comédie-Française
- 1957 : Polydora d'André Gillois, mise en scène de l'auteur, Comédie-Française
- 1956 : Cinna de Corneille, mise en scène Jean Vilar, TNP Festival d'Avignon
- 1956 : Le Mariage de Figaro de Beaumarchais, mise en scène Jean Vilar, TNP Festival d'Avignon
- 1956 : Le Prince de Hombourg d'Heinrich von Kleist, mise en scène Jean Vilar, TNP Festival d'Avignon
- 1957 : Polydora d'André Gillois, mise en scène de l'auteur, Comédie-Française au Théâtre de l'Odéon
- 1958 : Le Mariage de Figaro de Beaumarchais, mise en scène Charles Gantillon et Jacques Barral, Théâtre des Célestins
- 1958 : Lorenzaccio d'Alfred de Musset, mise en scène Gérard Philipe, TNP Festival d'Avignon
- 1960 : Le Roi David de Arthur Honegger, Festival de la Cité Carcassonne
- 1960 : Dom Juan de Molière, mise en scène Jean Deschamps, Grand Théâtre de la Cité Carcassonne
- 1960 : Le Mariage de Figaro de Beaumarchais, mise en scène Jean Deschamps, Festival de Fréjus
- 1963 : La Voyante d'André Roussin, mise en scène Jacques Mauclair, Théâtre de la Madeleine
- 1964 : Les Mouches de Jean-Paul Sartre, mise en scène Jean Deschamps, Festival Théâtre antique d'Arles
- 1964 : L'Alouette de Jean Anouilh, mise en scène Jean Anouilh et Roland Piétri, Festival de la Cité Carcassonne, Festival Théâtre antique d'Arles
- 1964 : Le Cid de Corneille, mise en scène Daniel Leveugle, Festival de la Cité Carcassonne, Théâtre antique d'Arles
- 1964 : Capitaine Fracasse de Théophile Gautier, mise en scène Jean Deschamps, Festival de la Cité Carcassonne, Festival Théâtre antique d'Arles
- 1965 : Danton ou la Mort de la République de Romain Rolland, mise en scène Jean Deschamps, Festival du Marais Hôtel de Béthune-Sully
- 1967 : La Ville dont le prince est un enfant d’Henry de Montherlant, mise en scène Jean Meyer, Théâtre Michel
- 1969 : Jules César de William Shakespeare, mise en scène Jean Deschamps, Festival de la Cité Carcassonne
- 1969 : Le Bossu de Paul Féval, mise en scène Jean Deschamps, Festival de la Cité Carcassonne
- 1969 : Noces de sang de Federico García Lorca, mise en scène Jean Deschamps, Festival de la Cité Carcassonne
- 1970 : La Ville dont le prince est un enfant d’Henry de Montherlant, mise en scène Jean Meyer, Théâtre des Célestins
- 1970 : Montserrat d'Emmanuel Roblès, mise en scène Stellio Lorenzi, Festival de la Cité Carcassonne
- 1970 : La Guerre de Troie n'aura pas lieu de Jean Giraudoux, mise en scène Yves Kerboul, Théâtre du Midi Festival de la Cité Carcassonne
- 1971 : La Reine morte d’Henry de Montherlant, mise en scène Jean Deschamps, Festival de la Cité Carcassonne, Festival de Collioure
- 1971 : La Reine morte d’Henry de Montherlant, mise en scène Jean Meyer, Théâtre des Célestins
- 1971 : Le Septième Commandement : Tu voleras un peu moins… de Dario Fo, mise en scène Jacques Mauclair, Théâtre national de l'Odéon
- 1972 : Le Septième Commandement : Tu voleras un peu moins… de Dario Fo, mise en scène Jacques Mauclair, tournée
- 1974 : Othello de William Shakespeare, mise en scène Jean Deschamps, Festival de la Cité Carcassonne
- 1977 : La Ville dont le prince est un enfant d’Henry de Montherlant, mise en scène Jean Meyer, Théâtre des Mathurins
- 1979 : Danton et Robespierre d'Alain Decaux, Stellio Lorenzi et Georges Soria, mise en scène Robert Hossein, Palais des congrès de Paris
- 1980 : Talleyrand à la barre de l'histoire d'André Castelot, mise en scène Paul-Emile Deiber, Théâtre du Palais Royal
- 1981 : Le Bonheur des dames d'après Émile Zola, mise en scène Jacques Échantillon, Théâtre de la Ville, Les Tréteaux du Midi
- 1982 : Sodome et Gomorrhe de Jean Giraudoux, mise en scène Jean-François Prévand, Théâtre de la Madeleine
- 1984 : Horace de Corneille, mise en scène Jean-Paul Zehnacker
- 1985 : Hugo l'homme qui dérange de Claude Brulé, mise en scène Paul-Émile Deiber, Théâtre national de l'Odéon
- 1987 : Thomas More ou l'homme seul de Robert Bolt, mise en scène Jean-Luc Tardieu, Espace 44 Nantes
- 1993 : Le Cid de Corneille, mise en scène Francis Huster, Théâtre Marigny

### Metteur en scène
- 1958 : Don Gil de vert vêtu de Tirso de Molina, Festival de la Cité Carcassonne
- 1959 : Mirèio de Frédéric Mistral, Festival de la Cité Carcassonne
- 1960 : Dom Juan de Molière, Festival de la Cité Carcassonne
- 1960 : Le Mariage de Figaro de Beaumarchais, mise en scène avec Daniel Leveugle, Festival de Fréjus
- 1964 : Zoo de Vercors, TNP Théâtre de Chaillot
- 1964 : Les Mouches de Jean-Paul Sartre, Festival Théâtre antique d'Arles
- 1964 : Capitaine Fracasse de Théophile Gautier, Festival de la Cité Carcassonne
- 1965 : Danton ou la Mort de la République de Romain Rolland, Festival du Marais Hôtel de Béthune-Sully
- 1965 : Le Cid de Corneille, Festival de la Cité Carcassonne
- 1966 : Les Caprices de Marianne de Alfred de Musset, Festival de la Cité Carcassonne
- 1969 : Jules César de William Shakespeare, Festival de la Cité Carcassonne
- 1969 : Le Bossu de Paul Féval, Festival de la Cité Carcassonne
- 1969 : Noces de sang de Federico García Lorca, Festival de la Cité Carcassonne
- 1970 : Cyrano de Bergerac de Edmond Rostand, Festival de la Cité Carcassonne
- 1971 : La Reine morte d’Henry de Montherlant, Festival de la Cité Carcassonne, Festival de Collioure
- 1972 : Les Justes d’Albert Camus, Festival de la Cité Carcassonne
- 1973 : Les Justes d’Albert Camus, Théâtre de Nice
- 1974 : La Folle de Chaillot de Jean Giraudoux, tournée, Théâtre du Midi, Théâtre de Nice
- 1974 : Othello de William Shakespeare, Festival de la Cité Carcassonne

## Publications

### CD-rom
- Jean Deschamps, vagabond de théâtre, Mémoire d'Aude
- Théâtre Jean Deschamps, le 15 juillet 2006, Association Contact
- Les Rois maudits, INA-TF1

### Discographie
Dans les collections de L’Encyclopédie sonore (dir. Georges Hacquard) :

#### Théâtre, textes intégraux
- Shakespeare : La Tragédie du Roi Richard II. (2 disques) Gérard Philipe, Jean Deschamps, Georges Wilson, Daniel Sorano, Monique Chaumette, Christiane Minazzoli et la troupe du T.N.P.
- Corneille : Le Cid (2 disques) Enregistrement historique en scène : Gérard Philipe, Jean Deschamps, Jean Vilar, Georges Wilson, Silvia Monfort, Monique Chaumette et la troupe du T.N.P.
- Corneille : Horace (2 disques) Jean Deschamps, Pierre Vaneck, Fernand Ledoux, Jean Desailly, Catherine Sellers, Maria Mauban, Françoise Rosay
- Corneille : Cinna (2 disques) André Oumanski, Jean Deschamps, François Maistre, Christine Fersen
- Racine : Andromaque (2 disques) Éléonore Hirt, Maria Mauban, Jean-Pierre Aumont, Jean Deschamps, Pierre Vaneck, Fernand Ledoux
- Racine : Iphigénie (3 disques) Françoise Cingal, Silvia Monfort, Nathalie Nerval, Jean Deschamps, Jean Topart, Michel Paulin, Alexandre Rignault
- Racine : Esther (2 disques) Catherine Sellers, Nathalie Nerval, Jean Deschamps, Michel Bouquet, Pierre Blanchar. Musique (soli, chœurs et orchestre) de Jean-Baptiste Moreau [premier enregistrement]
- Racine : Athalie (3 disques) Maria Mériko, Maria Mauban, Jean Deschamps, Michel Bouquet, Didier Haudepin. Musique (soli, chœurs et orchestre) de Jean-Baptise Moreau [premier enregistrement]
- Molière : Dom Juan (2 disques) Jean Vilar, Daniel Sorano et la troupe du T.N.P. Grand Prix de l’Académie du Disque français
- Molière : Les Femmes savantes (2 disques) Françoise Rosay, Maria Mauban, Marguerite Pierry, Catherine Sellers, Rosy Varte, Fernand Ledoux, Michel Bouquet, Pierre Vaneck, Jean Deschamps
- Molière : Le Malade imaginaire (3 disques) Michel Galabru, Jean-Claude Pascal, Guy Bedos, Lucien Baroux, Jean Deschamps, Robert Vattier, Les Frères Jacques, Sophie Daumier, Maria Pacôme, Marguerite Cassan. Musique (soli, ensemble vocal, orchestre) de Marc-Antoine Charpentier
- Hugo : Ruy Blas (3 disques) Jean Deschamps, Michel Bouquet, Jacques Dacqmine, Henri Virlogeux, Marie Versini, Mary Marquet, Jeanne Fusier-Gir
- Musset : Lorenzaccio (3 disques) Enregistrement historique en scène : Gérard Philipe, Daniel Ivernel, Jean Vilar, Jean Deschamps, Georges Wilson, Daniel Sorano, Monique Chaumette, Christiane Minazzoli et la troupe du T.N.P.; musique de Maurice Jarre

#### Théâtre, scènes choisies
- Les Tragiques grecs : Eschyle : Les Perses, Agamemnon, Les Choéphores .- Sophocle : Œdipe roi, Antigone, Ajax, Œdipe à Colone .- Euripide : Hippolyte, Iphigénie à Aulis, Les Troyennes. Jean Deschamps, Jacques Dacqmine, Alexandre Rignault, Georges Chamarat, Jacqueline Morane, Nathalie Nerval, Anne Gaylor
- Hommage à Molière (2 disques) : Les Précieuses ridicules, L’École des femmes, Le Tartuffe, Dom Juan, Le Misanthrope, Le Médecin malgré lui, Amphitryon, L’Avare, Le Bourgeois Gentilhomme, Les Fourberies de Scapin, Les Femmes savantes, Le Malade imaginaire. Louis Jouvet, Michel Bouquet, Jean Vilar, Daniel Sorano, Robert Hirsch, Fernand Ledoux, Maurice Baquet, Jacques Fabbri, André Roussin, Jean Mercure, Pierre Vaneck, Michel Galabru, Jean Deschamps, Les Frères Jacques, Arletty, Henri Salvador, Françoise Rosay, Dominique Blanchar, Danièle Évenou, Sophie Desmarets, Micheline Presle, Emmanuèle Riva, Maria Mauban, Rosy Varte
- Théâtre romantique : Goethe : Faust .- Schiller : Wallenstein .- Kleist : Le Prince de Hombourg .- Mérimée : Le Carrosse du Saint-Sacrement .- Hugo : Hernani .- Musset : On ne badine pas avec l’amour .- Vigny : Chatterton. Bernard Verley, Michel Vitold, Michel Duchaussoy, Jean Deschamps, Lucien Arnaud, Emmanuèle Riva, Marcelle Ranson, Lucienne Le Marchand, Annick Jarry, Zanie Campan
- Rostand : Scènes de… : Cyrano de Bergerac, L’Aiglon. Jean Deschamps, Jean-Paul Moulinot, Henri Vilbert, Gisèle Casadesus
- Grandes Scènes d’amour du théâtre français (2 disques) : Corneille : Le Cid, Polyeucte .- Racine : Andromaque, Britannicus, Bérénice .- Molière : Le Misanthrope, Le Tartuffe .- Marivaux : Le Jeu de l’Amour et du Hasard .- Mérimée : Le Carrosse du Saint-Sacrement .- Hugo : Ruy Blas .- Vigny : Chatterton .- Musset : Il ne faut jurer de rien .- Rostand : Cyrano de Bergerac .- Claudel : Partage de midi. Gérard Philipe, Jean-Louis Barrault, Jean-Pierre Aumont, Jean Piat, Pierre Vaneck, Jean Deschamps, Michel Bouquet, Michel Duchaussoy, Edwige Feuillère, Éléonore Hirt, Marie Versini, Maria Mauban, Emmanuèle Riva, Danièle Lebrun, Geneviève Page, Micheline Presle
- Tirades et monologues célèbres du théâtre français (2 disques) Monologues : Les Plaideurs, L’Avare, Le Malade imaginaire, Le Mariage de Figaro, Le Soulier de satin. Tirades : Le Cid, Horace, Athalie, Les Femmes savantes, Ruy Blas, Cyrano de Bergerac. Gérard Philipe, Jean Piat, Michel Galabru, Jean Deschamps, Fernand Ledoux, Catherine Sellers, Maria Meriko, Nathalie Nerval

#### Grands textes
- La Bataille de Qadèch (l’épopée de Ramsès II) Traduction par Serge Sauneron, directeur de l’École française du Caire. Illustration musicale de Guy Bernard : harpe nubienne et trompettes d’époque reconstituées par le musée du Caire. Jean Deschamps, Jean d’Yd, chœurs parlés
- La Chanson de Roland. Musique (trio de barytons et luth) de Pierre Maillard-Verger, premier Grand Prix de Rome. Jean Deschamps
- L’Évangile de la Passion (2 disques) Textes réunis par Mgr Daniel Perrot. Musique originale (chœur et orchestre) de Michel Puig. Paul-Émile Deiber, Jean Deschamps, Pierre Vaneck, Daniel Ivernel, Raymond Gérome, Georges Chamarat, Fernand Ledoux, Giani Esposito, Julien Bertheau, Louis Velle
- La Fontaine : Fables choisies (65 titres, 3 disques) Jean-Pierre Aumont, Pierre Bertin, Pierre Blanchar, André Brunot, Georges Chamarat, Aimé Clariond, Jean Davy, Jean Desailly, Jean Deschamps, Pierre Dux, Pierre Fresnay, Denis d’Inès, Pierre Larquey, Fernand Ledoux, Georges Le Roy, André Luguet, Jean-Paul Moulinot, François Périer, Pierre Richard-Willm, Berthe Bovy, Marguerite Moréno, Madeleine Ozeray, Françoise Rosay, Simone Valère
- Goethe : Les Souffrances du jeune Werther. Jean Deschamps
- Hugo : Pauca meae (Contemplations). Jean Deschamps

#### Anthologies
- Trésor de la Poésie lyrique française (Poésie et musique alternée), Moyen Âge — Renaissance. — Dix-septième siècle. — Dix-huitième siècle et préromantique. - Grands romantiques. — Romantisme et Parnasse. — Symbolistes. — Poètes d'hier. — Poésie de notre temps (1 et 2). Joachim, Maurane, Blanchar, Brunot, Bertin, Casares, Collet, Davy, Fabbri, Faure, Deschamps, Bovy, Rollin, Maillard-Verger, Luguet, Le Roy, Hornung, Maîtrise de l'Oratoire, Sextuor vocal de France, Ensemble vocal de Paris. Ensemble Vocal Sine Nomine, Quatuor d'Artistes.
- Apollinaire : Le Bestiaire, Alcools, Calligrammes, Ombre de mon amour, Poèmes inédits. André Roussin, Jean-Paul Moulinot, Jean Deschamps, François Périer, Yves Furet
- Aragon : Les Yeux d’Elsa, Le Crève-cœur, La Diane française, Le Musée Grévin, La Mise à mort, En étrange pays dans mon pays lui-même. Claude Giraud, Jean Deschamps, Julien Bertheau, Jean-Pierre Darras, Fernand Ledoux, Jean Rochefort
- Bossuet : Méditations sur l’Évangile, Sermons sur le mauvais riche, sur la Providence, sur la mort, sur l’éminente dignité des pauvres, Oraisons funèbres d’Henriette d’Angleterre, du Prince de Condé, d’Henriette de France, Discours sur l’unité de l’Église. Jean Deschamps
- Descartes : Discours de la Méthode, Méditations métaphysiques, Traité des Météores, Traité des Passions, Correspondance. Jean Deschamps
- Giraudoux : Provinciales, Juliette au pays des hommes, La Guerre de Troie n’aura pas lieu, Judith, Pour Lucrèce, Intermezzo, Ondine, Siegfried, Simon le Pathétique, Électre, Sodome et Gomorrhe, Aventures de Jérôme Bardini. Louis Jouvet, Pierre Renoir, Jean Desailly, Jean Debucourt, Jean-Pierre Darras, Jean-Paul Moulinot, Georges Riquier, Pierre Hatet, Jean Deschamps, Edwige Feuillère, Simone Valère, Élisabeth Hardy
- Hugo : Odes et Ballades, Hernani, Notre-Dame-de-Paris, Ruy Blas, Les Rayons et les Ombres, Châtiments, Les Années funestes, Les Contemplations, L’Année terrible. Jean Deschamps, Marguerite Perrin
- Jaurès : Histoire socialiste de la Révolution française, Discours à la jeunesse, Discours à la chambre des députés, L’Armée nouvelle, Articles de L’Humanité. Jean Deschamps
- Lucrèce : De Natura Rerum, traduction de René Morisset. Jean Deschamps
- Montherlant : La Relève du matin, Les Bestiaires, Mors et Vita, Service inutile, Les Célibataires, Les Jeunes Filles, La Reine morte, Port-Royal, Le Cardinal d’Espagne. Henri Rollan, Jean Yonnel, Jean Deschamps, Jean-Paul Moulinot, Yves Furet, Denise Noël, Emmanuèle Riva, Clotilde Joano, Nathalie Nerval
- Musset : Confession d’un Enfant du Siècle, Fantasio, Lorenzaccio, Il ne faut jurer de rien, On ne badine pas avec l’amour, Poésies. Pierre Vaneck, Jean Deschamps, Henri Pichette, Catherine Dux, Marcelle Ranson
- Napoléon : Lettres, déclarations, proclamations. Jean Deschamps et T.N.P.
- Péguy : Jeanne d’Arc, Le Mystère de la Charité de Jeanne d’Arc, Le Porche du Mystère de la deuxième Vertu, La Tapisserie de sainte Geneviève, L’Argent, Ève, La Tapisserie de Notre-Dame, Note conjointe sur M. Descartes. Fernand Ledoux, Jean Deschamps, Nathalie Nerval, Marguerite Perrin
- Rimbaud : Poésies, Les Illuminations, Une Saison en enfer. Jean Marais, Jean Deschamps, Paul-Émile Deiber, Robert Etcheverry, Jacques Toja, Jean Topart
- Saint-Exupéry : Courrier Sud, Vol de nuit, Terre des hommes, Pilote de guerre, Le Petit Prince, Citadelle. Michel Bouquet, Jean Deschamps, Jacques Dacqmine. Prix Colette. Grand prix national du Disque de Littérature française
- Valéry : Album de vers anciens, La Jeune Parque, Charmes, Variété III, La Crise de l’esprit, Eupalinos ou l’Architecte, L’Âme et la Danse, Mon Faust. Henri Rollan, Jean Deschamps, Jean Desailly, Fernand Ledoux, Marguerite Perrin
- Voltaire : Zaïre, Lettres philosophiques, Le Mondain, Zadig, Mahomet, Le Siècle de Louis XIV, Candide ou l’Optimisme, Traité sur la Tolérance, Dictionnaire philosophique, Épître à Horace. Jean Deschamps, Jean-Paul Moulinot, Robert Vattier, Yves-Marie Maurin, Gisèle Casadesus

#### Grandes Heures de l'Histoire
- L’An II (Procès des Girondins, Procès de Danton, Le 9 thermidor.)
- La Journée du 4 septembre 1870.

#### Titres pour la jeunesse
- Le Roman de Renard. Daniel Sorano, Jean Deschamps et les comédiens du TNP. (musique de Pierre Maillard-Verger)
- Robinson Crusoë (Defoe). Jean Deschamps, Pierre Hatet. (musique de Maurice Jarre)
- Merlin et Viviane, Jean Deschamps

## Distinctions
- Chevalier de la Légion d'honneur
- Officier de l'ordre des Arts et des Lettres

### Sources
1. 1956/12 in BBF 1956 - Paris, t. 1, no 12 : "Journées d'étude des bibliothèques de France". 4e séance
2. 2006/12/23 Il y a 50 ans dans Le Monde: "Jean Deschamps au Français"
3. 2000/07/20 La Dépêche - Serres par la grâce de la poésie